# The Baltimore Sun
The Baltimore Sun é um jornal veiculado em Maryland, Estados Unidos.
Recebeu o Prémio Pulitzer de Serviço Público em 1947.